# Live at the Isle of Wight Festival 1970 (Emerson, Lake & Palmer)
Live At The Isle of Wight Festival 1970  è un album dal vivo del gruppo musicale britannico Emerson, Lake & Palmer, registrato nell'agosto 1970 e pubblicato su CD nel 1997.

## Descrizione
L'album documenta per intero il secondo concerto in assoluto del trio, tenuto il 29 agosto 1970 in occasione della terza edizione del festival dell'isola di Wight. Il concerto, della durata di circa un'ora, consiste in sole 5 tracce:
- The Barbarian e Take a Pebble sarebbero state reincise in studio e incluse nell'album di debutto del gruppo, pubblicato a novembre del 1970;
- la rielaborazione in chiave rock di alcuni brani tratti dall'opera Quadri di un'esposizione (1874) di Modest Petrovič Musorgskij e la cover del brano rock and roll strumentale Nutrocker di Kim Fowley (a sua volta ispirato alla marcia dal balletto/suite Lo schiaccianoci di Čajkovskij) – ri-registrati dal vivo a Newcastle upon Tyne il 26 marzo 1971 – avrebbero costituito l'intero album Pictures at an Exhibition;
- il brano Rondo proviene infine dal repertorio di The Nice ed è la rilettura del brano jazz Blue Rondo à la Turk (1959) di Dave Brubeck; Emerson, Lake & Palmer la eseguirono esclusivamente dal vivo.

L'ultima traccia del CD è un'intervista realizzata appositamente nel 1997, nella quale i tre musicisti condividono i loro ricordi del concerto in questione.

## Tracce
1. The Barbarian (strumentale) – 5:07 (musica: Béla Bartók, Keith Emerson, Greg Lake, Carl Palmer)
2. Take a Pebble – 11:47 (Lake)
3. Pictures at an Exhibition – 35:49
4. Rondo (strumentale) – 4:12 (musica: Dave Brubeck, Brian Davison, Emerson, Lee Jackson, Davy O'List)
5. Nutrocker (strumentale) – 4:49 (musica: Pëtr Il'ič Čajkovskij, Kim Fowley)
6. Inteview (intervista) – 6:14

## Formazione
- Keith Emerson – organo Hammond, pianoforte
- Greg Lake – basso elettrico, chitarra folk, voce
- Carl Palmer – batteria